# Oxepina
La oxepina es un heterociclo que contiene oxígeno y que consiste en un anillo de siete miembros con tres enlaces dobles. El C6 H6O original existe como una mezcla en equilibrio con el óxido de benceno.
El equilibrio entre la oxepina-óxido de benceno se ve afectado por los sustituyentes del anillo. Un derivado de dimetilo relacionado existe principalmente como el isómero oxepina, un líquido naranja.
La oxepina es un intermediario en la oxidación del benceno por el citocromo P450 (CYP). Otros óxidos de areno son metabolitos del areno original.

## Síntesis
La oxepina se puede obtener mediante la reacción química del óxido de 4,5-dibromo-ciclohexeno con una base. Esta es una reacción de eliminación. Gillard y su equipo utilizó DBU como base.